# رگناروک

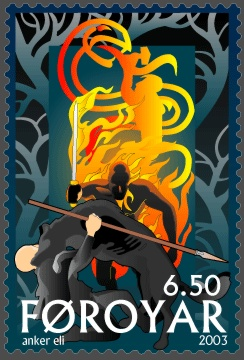
مرگ اودین، بر روی یک تمبر فاروئی.

رگناروک یا پایان جهان (به زبان نروژی باستان: Ragnarøkkr یا Ragnarök)، فرجام خدایان یا گوتردامرونگ نبرد پایانی و فرجام کار جهان در اساطیر اسکاندیناوی است. این رویداد شامل نبرد بزرگی بود که در نهایت منجر به مرگ تعدادی از چهره‌های اصلی اساطیر شمال از جمله اودین، ثور، لوکی، تیر، فریر و هایمدال می‌شد و همچنین وقوع بلاهای طبیعی مختلف سرانجام جهان را در آب غوطه‌ور می‌ساخت. این دورهٔ فرجامین زمان را باید با آن روبه‌رو شد، اما پایان همه‌چیز نیست؛ بلکه جهانی نو پس از آن آغاز می‌گردد. رگناروک برای ایزدان و شاید برای انسان‌ها نیز رویدادی ویرانگر در آینده به‌شمار می‌رفت و چون همه عناصر قابل درک و پیش‌بینی شدنی بودند، این رویداد به چیزهایی که مردم هم‌زمان با آن‌ها زندگی می‌کردند نیز مربوط می‌شد. ایزدان نمی‌توانستند جلو آمدن رگناروک را بگیرند، این دوره بدان‌گونه که پیشگویی شده بود، می‌بایست فرا می‌رسید و شجاعت روحی آنان در مواجهه با نابودی گریزناپذیر، بازتابی از احساسات اقوام شمال نسبت به سرنوشت از پیش مقدر است.

## نشانه‌های رگناروک
رگناروک را نشانه‌هاییست: نخستین نشانه فیمبول‌وینتر، زمستان زمستان‌ها است. سه زمستان پیاپی، بدون تابستانی در میانه. جنگ و کینه‌ورزی افسارگسیخته‌ای در میان انسان‌ها پدید می‌آید و این کین به میان خانواده‌ها نیز راه می‌یابد و هر آنچه نیکی است به فراموشی سپرده خواهد شد. این آغازی است بر پایان همه چیز.
جستجوی همیشگی خورشید بدست گرگ اسکول به سرانجام می‌رسد و گرگ خورشید را به دهان فرو می‌برد. برادرش هاتی نیز ماه را فرو خواهد داد و بدین سان زمین در تاریکی فرومی‌رود. ستارگان از آسمان به زیر می‌افتند. خروس زرشکی رنگ «فیالار»، بر ژیان‌ها و خروس زرین گولینکامبی بر خدایان بانگ می‌زند و رسیدن زمان رگناروک را به گوش همگان می‌رساند. خروس سومی نیز با بانگ خویش مردگان را برمی‌انگیزد.
زمین به سبب لرزش‌های نیرومند به آستانه از هم پاشیده شدن می‌رسد و هر چه بند و زنجیر در جهان هست، از هم خواهد پاشید. بدین سان گرگ سهمگین فنریر و همچنین پدر ناخجسته‌اش لوکی از بند رها خواهند شد و برای رویارویی با خدایان برخواهند خاست. فنریر با دهان باز پیش خواهد تاخت، یک آرواره‌اش در آسمان و آروارهٔ دیگر در زمین، و از چشم‌ها و منخرینش آتش شعله‌ور است. یورمونگاند برای رساندن خود به کرانه‌های دریا به خود پیچ و تاب‌های ترسناکی می‌دهد که به سبب آن موج‌های بزرگی در دل دریا پدید می‌آید. با هر دم، اژدهای شوم، زمین و آسمان را به زهر خویش می‌آلاید.
به سبب موج‌های پدید آمده از سوی یورمونگاند، کشتی‌ای که از ناخن انگشتان مردگان ساخته شده، به نام ناگل‌فار از خشکی رها می‌شود و بر اقیانوس متلاطم خواهد افتاد و ژیان‌ها به فرماندهی هیمیر به سوی میدان نبرد فرجامین رهسپار می‌شوند. در هل‌هایم نیز مردمان جهان مردگان به فرماندهی لوکی بادبان می‌کشند. از موسپل‌هایم در جنوب (نیمروز) غول‌های آتشین به فرماندهی سورت به رویارویی با خدایان برمی‌خیزند. سورت شمشیری به دست خواهد داشت که به مانند خورشید می‌درخشد و پوسته زمین را سوزانده و تاول‌دار می‌کند.

## ایزدان برای نبرد آماده می‌شوند

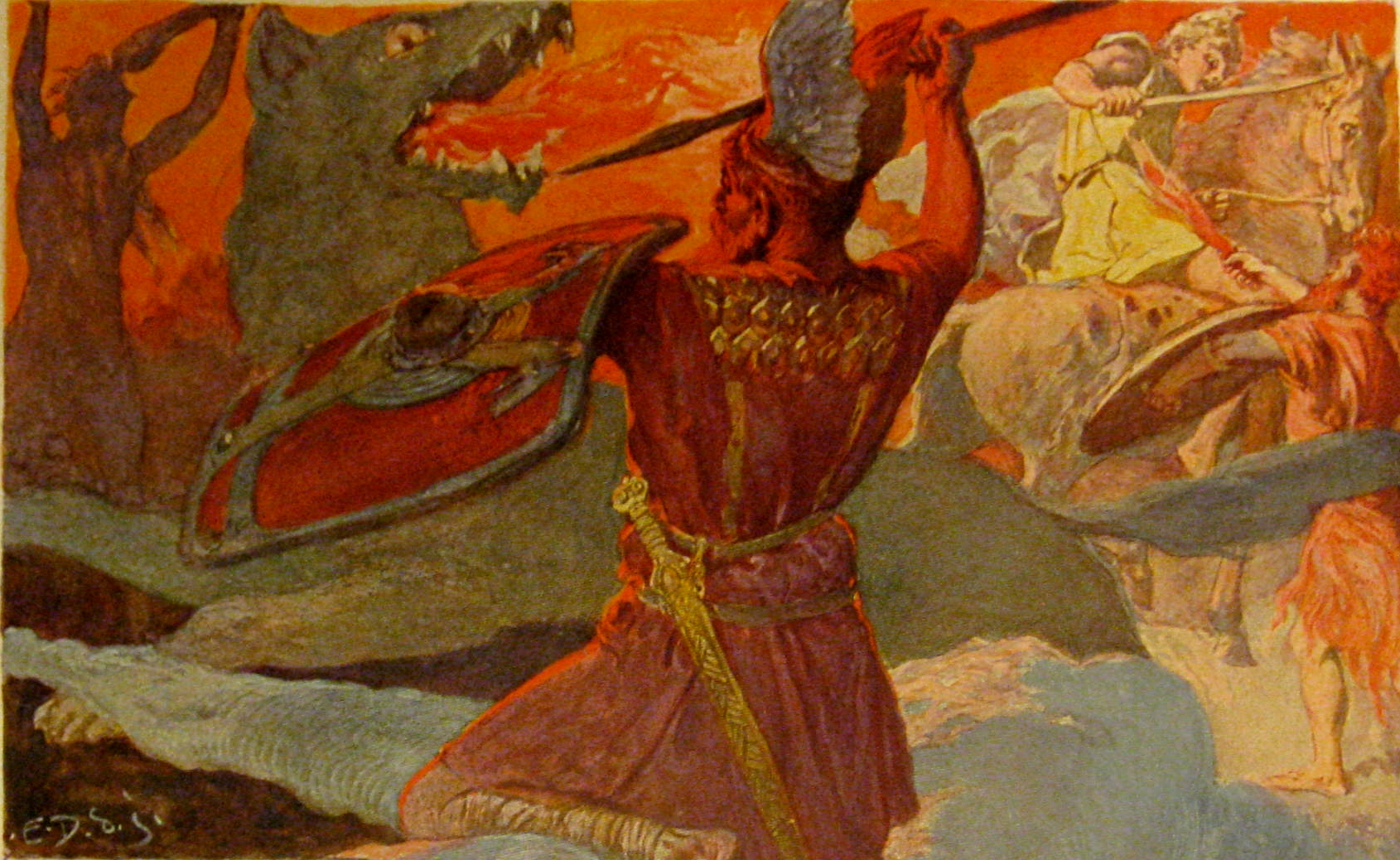
رگناروک یا پایان جهان

در همین هنگامه، هایمدال، نگاهبان همیشه بیدار بیفروست، وقتی در می‌یابد که رگناروک نزدیک شده، خواهد ایستاد و قدرتمندانه در شیپور «گالارهورن» خواهد دمید و فرزندان اودین، خدایان و پهلوانان را به نبرد فرا خواهد خواند. اودین برای رایزنی به سراغ سر میمیر می‌رود اما زمان خرد است و اودین سوار بر اسلیپنیر به سوی میدان نبرد می‌تازد. از هر کدام از پانصد و چهل دروازهٔ والهالا، در هر گاه هشتصد اینهریار، شانه به شانه به بیرون می‌آیند تا در نبرد فرجامین در کنار خدایان بجنگند.
از گوشه گوشهٔ جهان، انسان‌ها، ایزدان، اِلف‌ها، دورف‌ها و ژیان‌ها همه و همه به سوی ویگرید، میدان نبرد نهایی رگناروک به پویش در می‌آیند.

## فرجام کار ایزدان
نبرد آغاز می‌شود. در آغاز نبرد، فریر، خداوندگار باروری، از آنجا که شمشیر جادویی خود را به اسکرنر داده تا از برای پیشکش خواستگاری به گرد بدهد، جنگ‌افزاری دردست ندارد و به آسانی در برابر سورت به خاک می‌افتد. او نخستین کشته خدایان در این نبرد خواهد بود.
ثور نیرومند، خداوند آذرخش بر یورمونگاند خواهد تاخت. در این نبرد ثور بر فرزند لوکی چیره می‌شود، اما هنوز سه گام به پیش نرفته‌است که زهر کشنده مار او را از پای درمی‌آورد.
فرزند دلیر اودین، خدای یک دست، تیر دلاور در برابر گارم، هیولای سگ‌مانندی که نگاهبان دروازه هل‌هایم است می‌ایستد و در نبردی شکوهمند هیولا را از میان می‌برد، اما او نیز به سبب زخم‌هایش جان می‌بازد.
هل الهه مرگ و فرمانروای هل‌هایم با ارتش مردگان به اسگارد لشکرکشی می‌کند و با ازگاردی‌ها می‌جنگد. در این بین اودین والکیری‌ها را به نبرد با هل فرا می‌خواند و همه والکیری‌ها توسط هل کشته می‌شوند و هل تاج‌وتخت ازگارد را فتح می‌کند.
لوکی و هایمدال، دشمنان دیرین در برابر هم می‌ایستند، اما هیچ‌یک از این نبرد جان به در نمی‌برند تا پیروزی را به چشم خود ببینند.
درازترین نبرد آن روز، نبرد اودین والا در برابر دشمن دیرینه خود، گرگ غول‌پیکر فنریر خواهد بود. نبرد میان این دو بسیار به درازا می‌کشد، اما سرانجام گرگ بر خداوند یک چشم یورش می‌آورد و او را به کام فرو می‌برد. ویدار، فرزند اودین کین پدر را خواهد ستاند. او با دست تهی به گرگ یورش می‌برد و آرواره گرگ را گرفته و او را از میان به دو نیم می‌کند.
پس از آن سورت بر سراسر جهان آتش می‌پراکند و دوست و دشمن را با هم نابود خواهد ساخت. آسمان سیاه و ستاره‌ها ناپدید خواهند شد و هر نُه جهان در آتش خواهند سوخت و زمین (میدگارد) در اعماق دریا فرو خواهد رفت.

## پردیسی نو و زمینی نو
ایگدراسیل، درخت جهان عظیم‌الجثه، خواهد لرزید و همهٔ آسمان و زمین را وحشت فرا خواهد گرفت و سرانجام از همه سوزی سورت جان به در خواهد برد و یک زن و مرد را نیز از مرگ می‌رهاند: لیف و لیفتراسیر.
بالدر که دروپنیر را در دست دارد از جهان مردگان به همراه برادرش هودر باز خواهد گشت. برخی از خدایان چون ویدار، والی، هرمود و هونیر از نبرد جان به در خواهند برد و دیگران نیز دوباره زاده می‌شوند. جهانی بدون هرگونه پلیدی و پلشتی، جهانی آرمانی و ایده‌آل از دریا سر برخواهد آورد. جهانی که در آن فراوانی خواهد بود و غم و اندوه را در آن راهی نیست. خدایان و انسان‌های تخمِ لیف و لیفتراسیر در آن جهان به شادی در کنار یکدیگر خواهند زیست.

## آغازه‌های جدید
رگناروک هرچند وحشتناک به نظر می‌رسد، اما پایان همه‌چیز نخواهد بود. نهایتاً جهان از نو ظهور خواهد کرد، تمیز و تطهیر شده، و عصر زرین جدید از نو آغاز خواهد شد. سرانجام، وقتی آتش‌ها و اقیانوس غران متوقف شدند، زمین از دریا سر برخواهد زد، سبز و نیکو و بارور، فرزندان اودین، ویدار و والی هنوز زنده خواهند بود، و فرزندان ثور، مودی و مگنی نیز همین‌طور، با پتک توانمند ثور، میولنیر به حیات خود ادامه خواهند داد. بالدر و هود از هل‌هایم خواهند آمد و روی چمن خواهند نشست و دربارهٔ اعصار گذشته بحث خواهند کرد. این ایزدان که بر جهان نو فرمان خواهند راند، از اسرار و ایزدان کهن خواهند گفت و می‌بینند که علفزار قطعات زیبا و طلایی را خواهد نواخت که زمانی به آسیر تعلق داشت. خورشید پیش از آنکه بلعیده شود، دختری خواهد زایید که در زیبایی از خودش چیزی کم ندارد و همان مسیر مادر را در آسمان خواهد پیمود. جهان آدمی از نو پر از دو نوع مردم خواهد شد به نام‌های لیف و لیفتراسیر، که در طول رخدادهای خشمگینانهٔ راگناروک، در ایگدراسیل پنهان خواهند شد. بدین‌گونه، چرخهٔ مزبور از نو آغاز خواهد شد. جهان شاید نابود شود، اما حیات نابود نشدنی است.

## درون مایه واژه رگناروک
رگناروک، ناهمگون با باور بیشتر مردم، به معنی شامگاه خدایان نیست. این پیامد یک برگردان نادرست به زبان انگلیسی است. چم (معنای) درست واژه رگناروک «فرجام کار خدایان» یا «نابودی خدایان» است.

## در فرهنگ مردم و نگاشته‌های نوین
- چهارمین اپرا از دسته اپراهای حلقه نیبلونگ، نوشته ریشارد واگنر، گوتردامرونگ نام دارد، هر چند که داستان این اُپرا با داستان افسانه‌ای رگناروک ناهمگونی زیادی دارد.